# Curibaya (distrito)
Curibaya é um distrito do Peru, departamento de Tacna, localizada na província de Candarave.

## Transporte
O distrito de Curibaya é servido pela seguinte rodovia:
- TA-104, que liga o distrito de Quilahuani à cidade de Ilabaya
- TA-103, que liga o distrito de Candarave à cidade de Tarata[1][2][3]